# 及川紀久雄
及川 紀久雄 (おいかわ きくお、1940年 - )は、日本の工学者。工学博士(慶應義塾大学)。薬剤師。新潟薬科大学名誉教授。社会福祉法人新潟いのちの電話理事長。「津南・北野大塾」副塾長。

## 経歴
1967年、千葉大学大学院修士課程修了(薬学修士)後、財団法人日本環境衛生センターに勤務。1977年、新潟薬科大学薬学部環境化学講座講師、助教授、教授。2002年、応用生命科学部環境安全科学研究室教授。2009年4月1日、新潟薬科大学名誉教授。国土交通省北陸地方整備局水質アドバイザー、新潟県環境影響評価審査会委員、新潟市環境審議会会長。専門は、環境安全科学、木質炭化物の高機能化、資源循環型エコシステム、野菜の高品質科学。

## 著書

### 単著
- 『知っていますか 暮らしの有害物質―いのちを守る安全学』日本放送出版協会 ISBN 978-4140805459(2000年9月)
- 『先端技術産業における危険・有害化学物質プロフィル100 』丸善 ISBN 978-4621031537(1987年4月1日)
- 『重金属の分析 （1971年） (フィールドワークシリーズ〈大気編 講談社サイエンティフィク編〉) 』講談社 （1971年）

### 共著
- 今泉 洋他 著『新 環境と生命』三共出版 ISBN 978-4782707654(2017年4月1日)
- 霜多 増雄・丹羽 真澄 著『データが語る おいしい野菜の健康力 』丸善出版 ISBN 978-4621085202(2012年3月23日)
- 北野大 著『低炭素社会と資源・エネルギー』三共出版 ISBN 978-4782706510(2011年4月1日)
- 川田 邦明 著『イオンクロマトグラフィー (分析化学実技シリーズ（機器分析編9）) 』共立出版 ISBN 978-4320043879(2010年4月9日)
- 保母 敏行・北野 大 著『環境と安全の科学―演習と実習』三共出版 ISBN 978-4782705384(2007年5月1日)
- 霜多 増雄 著『科学でわかった 安全で健康な野菜はおいしい』丸善 ISBN 978-4621076453(2005年11月)
- 北野 大 著『人間・環境・安全―くらしの安全科学』共立出版 ISBN 978-4320043756(2005年3月)
- 石原 茂久 著『究極の「炭」健康法―科学が証明する炭の効能』マキノ出版 ISBN 978-4837670360(2005年1月)
- 久保田 正明 著『環境と生命』三共出版 ISBN 978-4782704769(2004年5月)
- 久保田 正明・川田 邦明・北野 大 著『』三共出版 ISBN 978-4782704769(2004年5月)
- 北野 大・久保田 正明 著『資源・エネルギーと循環型社会』三共出版 ISBN 978-4782704639(2003年6月1日)
- 北野 大 著『人間・環境・地球―化学物質と安全性 第3版』 共立出版 ISBN 978-4320043565(2000年5月25日)

## 論文
- 環境を浄化する炭--その機能性と未来を探る(5)炭による環境ホルモンと農薬の除去[7]